# Eddie Gazo
Eddie Gazo, né le 12 septembre 1950 à San Lorenzo et mort le 19 septembre 2023, est un boxeur nicaraguayen.

## Carrière
Champion du Nicaragua des poids welters en 1973, il devient champion du monde des super-welters WBA le 5 mars 1977 en détrônant Miguel Angel Castellini aux points.
Gazo conserve sa ceinture contre Koichi Wajima, Kenji Shibata et Jae-Keum Lim puis s'incline aux points face à Masashi Kudo le 9 août 1978. Il met un terme à sa carrière en 1984 sur un bilan de 44 victoires, 12 défaites et 2 matchs nuls.